# Maremma
För andra betydelser, se Maremma (olika betydelser).

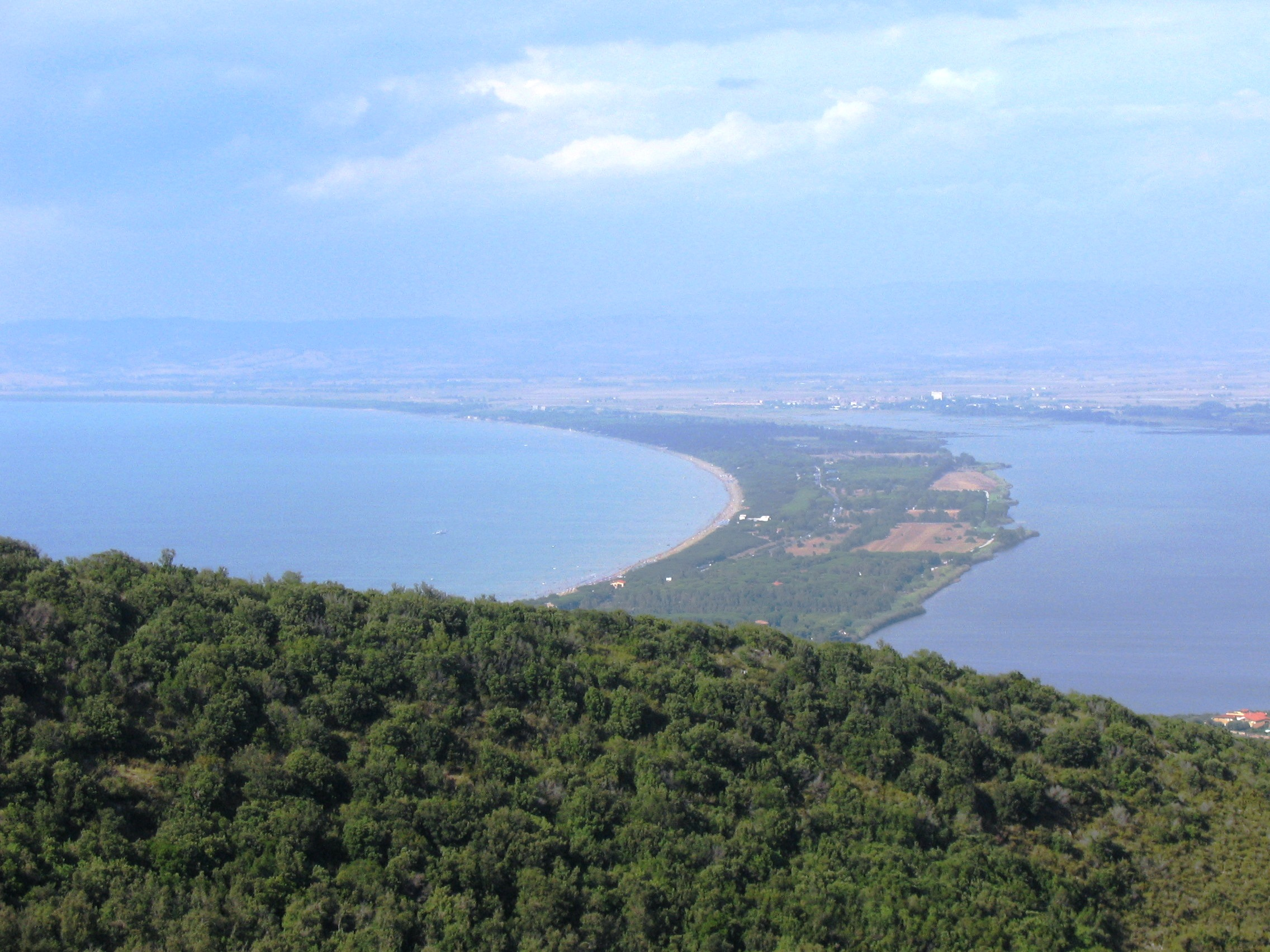
Utsikt över en kuststräcka i Maremma.

Maremma är ett låglänt träsk- och marskland som ligger i södra Toscana. Tidigare var Maremma ett ogästvänligt och osunt landskap som plågades av malaria och andra sjukdomar på grund av de många träsken. Redan på romartiden gjordes försök att dränera området och i slutet av 1800-talet fram till andra världskriget dränerades stora delar. Man lyckades få bort sjukdomarna och området befolkades av nya grupper, med en stor inflyttning från regionen Veneto. Numera lever området till stor del av turism. I Maremma produceras även högklassiga viner, till exempel Morellino di Scansano.
Typisk för området är dessutom frigående nötkreatur som skötas av ridande herdar.